# Giacomo Baccari
Giacomo Baccari (Lendinara, 20 maggio 1756 – Lendinara, 30 aprile 1822) è stato un presbitero e architetto italiano.
Più giovane dei tre fratelli Baccari, sacerdoti lendinaresi, don Giacomo dedicò la sua vita non solo al sacerdozio ma anche a progetti architettonici ed al restauro delle chiese cittadine. Questa passione era condivisa anche dal fratello don Francesco Antonio Baccari.
I suoi lavori più importanti furono quelli per il Santuario della Beata Vergine del Pilastrello e per la chiesa di San Biagio, entrambi a Lendinara. 
Nel Santuario mariano fu impegnato nell'ampliamento della sagrestia nel 1794 e l'anno successivo nel rifacimento della cappella del Bagno e della tribuna, nell'innalzamento del presbiterio e nella creazione del transetto. Nel 1800 si occupò di trasformare le quattro cappelle laterali esistenti in due navate. Il lavoro di restauro, d'ispirazione vignolesca e palladiana, della Chiesa di San Biagio fu caratterizzato dalla creazione di tre navate, di un coro separato dal presbiterio e del pronao aggettante della facciata.
Preparò, inoltre. progetti per la chiesa parrocchiale di Saguedo, tra il 1789 e il 1794, e per quella di Cavazzana, nel 1795. Seguì anche lavori per la Cattedrale nuova di Adria.